# محمدآباد (زارچ)
محمدآباد، روستایی در دهستان محمدآباد بخش مرکزی شهرستان زارچ در استان یزد ایران است. این روستا، مرکز دهستان محمدآباد است.

## جمعیت
بر پایه سرشماری عمومی نفوس و مسکن در سال ۱۳۹۵، جمعیت این روستا برابر با ۳٬۱۰۷ نفر (۸۸۳ خانوار) بوده‌است.